# Poste de péage et de pesage de Prékété
Pour un article plus général, voir Péages et pesages au Bénin.
Le Poste de péage et de pesage de Prékété est une infrastructure routière du réseau routier national du Bénin.

## Histoire
Crée le 30 mars 2006 par le gouvernement du président Boni Yayi,, le poste de péage et de pesage Prékété a  pour rôle d'assurer une récupération partielle des coûts auprès des usagers afin d’accroître les ressources du Fonds Routier.

## Localisation
Il est situé sur la route Savalou - Djougou dans le département de la Donga.